# Kardamomberge
Die Kardamomberge (englisch Cardamom Hills) sind ein ca. 2800 km² umfassender und maximal knapp 2700 m hoher Gebirgszug im Süden Indiens. Der Name stammt von den Kardamomplantagen in den kühleren Bergen, wo auch Pfeffer und Kaffee angebaut werden. Außerdem wachsen hier Sandelholzbäume.

## Geografie

### Lage
Die Kardamomberge liegen an der Grenze der Bundesstaaten Kerala und Tamil Nadu und sind Teil der Westghats, die am Rand des Dekkan-Plateaus verlaufen. Im Nordwesten grenzen die Anaimalai Hills an, im Nordosten die Palani-Berge und im Süden die Pothigai Hills.

### Berge
Die höchste Erhebung in den Kardamombergen und in ganz Südindien ist der Anamudi mit einer Höhe von 2695 m. Zahlreiche weitere Granitgipfel liegen in seiner näheren Umgebung.

### Flüsse
In den Kardamombergen entspringen zahlreiche kleinere Flüsse, die zumeist in den von zwei Stauseen (Idukki-Talsperre und Mullaperiyar-Talsperre) unterbrochenen Periyar oder in den Pamba münden, deren Wasser letztlich in den Süden der Arabischen See fließt. Nach Nordosten wird das Bergland durch den Fluss Pembar entwässert; nach Osten durch einen Nebenfluss des Vaippar.

### Naturparks
In den Kardamombergen befinden sich mehrere Naturschutzgebiete, darunter der Periyar-Nationalpark, der Eravikulam-Nationalpark und das Idukki Wildlife Sanctuary. 

### Orte
Wichtigste Stadt im Bereich der Kardamomberge ist das ca. 125 km (Fahrtstrecke) östlich von Kochi gelegene Munnar (ca. 35.000 Einwohner). Daneben ist auch die ca. 63 km südwestlich von Munnar gelegene Kleinstadt Idukki (ca. 15.000 Einwohner) zu erwähnen.

### Klima
Das Klima in den Kardamombergen ist zumeist schwülwarm; lediglich in den höhergelegenen und ehemals von den Briten als Hill Stations genutzten Orten wie dem ca. 1450 m hoch gelegenen Munnar ist es erträglich. Der reichliche Regen (ca. 2500 mm/Jahr) fällt überwiegend im Sommerhalbjahr (Monsun).